# Nephrotoma subdentata
Nephrotoma subdentata är en tvåvingeart som beskrevs av Alexander 1955. Nephrotoma subdentata ingår i släktet Nephrotoma och familjen storharkrankar. Inga underarter finns listade i Catalogue of Life.